# شوتايم
شبكة شوتايم (بالإنجليزية: Showtime)‏ هي شبكة تلفزيونية عالمية تقدم خدمات اشتراكات مدفوعة وتمتلك مجموعة قنوات وبرامج حول العالم ولكن مقرها الأساسي في الولايات المتحدة الأمريكية.

## نبذة تاريخية
بدأت الشبكة بالعمل في الأول من تموز يوليو عام 1976 وكانت في البداية خدمة مقدمة من شبكة (بالإنجليزية: VIACOM)‏ التابعة لشبكة (بالإنجليزية: CBS)‏، كانت في البداية مجرد خدمة كابل تلفزيونية محلية محصورة بمدينة دبلن في ولاية كاليفورنيا وفي السابع من آذار مارس عام 1978 تطورت لتغطي كافة أنحاء الولايات المتحدة الأمريكية عبر خدمة الساتل وغدت منافساً قوياً لشبكة (بالإنجليزية: HBO)‏، وفي عام 1979 بيعت 50% من أسهم الشبكة لشركة (بالإنجليزية: TelePrompTer)‏ التي غدت ملكاً لشركة (بالإنجليزية: Westinghouse)‏ عام 1981.
في عام 1982 باعت شركة (بالإنجليزية: Westinghouse)‏ حصتها إلى (بالإنجليزية: VIACOM)‏ مرة أخرى وفي عام 1983 اندمجت كل من شبكة (بالإنجليزية: VIACOM)‏ و(بالإنجليزية: Movie Channel)‏ و(بالإنجليزية: Warner-Amex Satellite Entertainment)‏ مكونين معاً (بالإنجليزية: Showtime Networks, Inc)‏.
كانت شبكة شوتايم العالمية أول شبكة تطلق بث قنواتها بدقة تلفاز عالي الدقة في العالم، وفي عام 2005 وبعد انفصال (بالإنجليزية: VIACOM)‏ و(بالإنجليزية: CBS)‏ أصبحت شبكة شوتايم العالمية إحدى الفروع المملوكة لشبكة (بالإنجليزية: CBS)‏.
كخطوة سباقة تم دمج شبكة قنوات شوتايم وأوربت ألفا و ART و BBC و HBO و WWE و
لتكون أكبر شبكة إعلامية بالشرق الأوسط وشمال إفريقيا والخليج العربي تحت قمر النايل سات .

## قنوات الشبكة
تقدم الشبكة 8 قنوات مختلفة هي:
1. Showtime أو (SHO)
  1. Showtime HD أو (SHOHD)
2. Showtime 2 أو (SHO2):و المعرفة سابقاً باسم (Showtime Too).
  1. Showtime 2 HD أو (SHO2HD).
3. Showtime Beyond أو (SHOB):و تقدم أفلام الخيال العلمي وأفلام الرعب بالإضافة لمجموعة من المسلسلات المتنوعة.

Showtime Extreme أو (SHOX): وتختص بتقديم أفلام الإثارة والمغامرة وحرب العصابات والفنون القتالية.
1. Showtime Family Zone أو (SHOF): وتشمل البرامج الأسرية.
2. Showtime Next أو (SHON): وتقدم مواد تلفزيونية خاصة لمن هم في الفئة العمرية بين 18-24.
3. Showcase أو (SHOC): كانت معروفة سابقاً باسم Showtime 3 (SHO3).
4. Showtime Women (SHOW): وتستهدف المشاهدين النساء خصوصًا.

## برامج القناة الحالية
- 30 Minute Movie Series
- Big Brother: After Dark منذ (2007—)
- مؤاخاة منذ (2006—)
- أخ(1984-1989)
- Californication منذ (2007—)
- Debbie Does Dallas... Again منذ(2007)
- Dexter منذ (2006—)
- Dirty Pictures منذ (2000 film)
- ELITEXC: Xtreme Combat منذ (2007—)
- I Can't Believe I'm Still Single منذ (2008—)
- Penn & Teller: Bullshit! منذ (2003—)
- Inside the NFL منذ (2008—)
- ShoBox:The New Generation منذ (2001—)
- Secret Diary of a Call Girl منذ (2008—)
- Penny Dreadful منذ (2014-)

## شبكات شوتايم حول العالم
- شبكة شوتايم أرابيا
- شبكة شوتايم الأسترالية.

## وصلات خارجية
- الموقع الرسمي لشبكة شوتايم العالمية